# 5a cerimònia dels Premis César
La 5a cerimònia dels Premis César — també coneguts com Nuit des César — que premiava les pel·lícules estrenades el 1979, va tenir lloc el 2 de febrer de 1980 a la Salle Pleyel.
Va ser presidida per Jean Marais i retransmesa a Antenne 2, presentada per Pierre Tchernia.
La pel·lícula que ha obtingut major el nombre de candidats (sis) i el major nombre de premis (tres) és Tess de Roman Polanski.

## Presentadors i ponents
- Robert Enrico, president de l'Académie des Arts et Techniques du Cinéma
- Jean Marais, president de la cerimònia
- Pierre Tchernia, Thierry Le Luron, Romy Schneider, mestres de cerimònia
- Jerry Lewis pel César d'honor a Louis de Funès[4]

## Guanyadors i nominats
Els guanyadors s'indiquen en negreta.
| Millor pel·lícula - Tess de Roman Polanski - Clair de femme de Costa-Gavras - Don Giovanni de Joseph Losey - I... comme Icare de Henri Verneuil                                       | Millor director - Roman Polanski per Tess - Costa-Gavras per Clair de femme - Jacques Doillon per La Drôlesse - Joseph Losey per Don Giovanni                             |
| Millor actor - Claude Brasseur per La Guerre des polices - Patrick Dewaere per Série noire - Yves Montand per I... comme Icare - Jean Rochefort per Courage fuyons                    | Millor actriu - Miou-Miou per La Dérobade - Nastassja Kinski per Tess - Dominique Laffin per La femme qui pleure - Romy Schneider per Clair de femme                      |
| Millor actor secundari - Jean Bouise per El cop de cap - Michel Aumont per Courage fuyons - Bernard Giraudeau per Le Toubib - Bernard Blier per Série noire                           | Millor actriu secundària - Nicole Garcia per Le Cavaleur - Dominique Lavanant per Courage fuyons - Maria Schneider per La Dérobade - Myriam Boyer per Série noire         |
| Millor guió - Bertrand Blier per Buffet froid - Jacques Doillon per La Drôlesse - Didier Decoin i Henri Verneuil per I... comme Icare - Alain Corneau i Georges Perec per Série noire | Millor música - Georges Delerue per L'Amour en fuite - Vladimir Cosma per La Dérobade - Ennio Morricone per I... comme Icare - Philippe Sarde per Tess                    |
| Millor fotografia - Ghislain Cloquet per Tess - Néstor Almendros per Perceval le Gallois - Bruno Nuytten per Les germanes Brontë - Jean Penzer per Buffet froid                       | Millor decorat - Alexandre Trauner per Don Giovanni - Pierre Guffroy per Tess - Théobald Meurisse per Buffet froid - Jacques Saulnier per I... comme Icare                |
| Millor muntatge - Reginald Beck per Don Giovanni - Thierry Derocles per Série noire - Henri Lanoë per Le Cavaleur - Claudine Merlin per Buffet froid i Les germanes Brontë            | Millor so - Pierre Gamet per Clair de femme - Alain Lachassagne per Martin et Léa - Jean-Pierre Ruh per Perceval le Gallois - Pierre Lenoir per Retour à la bien-aimée    |
| Millor pel·lícula estrangera - Manhattan de Woody Allen - Apocalypse Now de Francis Ford Coppola - Hair de Miloš Forman - El timbal de llauna de Volker Schlöndorff                   | Millor curtmetratge d'animació - Demain la petite fille sera en retard à l'école de Michel Boschet - Barbe Bleue d'Olivier Gillon - Les Troubles fête de Bernard Palacios |
| Millor curtmetratge de ficció - Colloque de chiens de Raúl Ruiz Pino - Nuit féline de Gérard Marx - Sibylle de Robert Cappa                                                           | Millor curtmetratge documental - Petit Pierre d'Emmanuel Clot - Georges Demenÿ de Joël Farges - Le Sculpteur parfait de Rafi Toumayan - Panoplie de Philippe Gaucherand   |
| César d'honor Pierre Braunberger Louis de Funès Kirk Douglas | |

Cal assenyalar que un extracte de L'Avare, pel·lícula de Louis de Funès, es va projectar abans que l'actor rebés el seu César honorífic, prop d'un mes abans de l’estrena de la pel·lícula al cinema.

## Llista de les 10 millors cançons de cinema francès
Un referèndum designa les 10 millors cançons franceses:
1. Les Feuilles mortes de Jacques Prévert i Joseph Kosma per Les portes de la nit
2. Je chante de Charles Trénet per Je chante
3. Les Parapluies de Cherbourg de Michel Legrand i Jacques Demy
4. Un homme et une femme de Francis Lai
5. Sous les toits de Paris
6. Lara's Theme de Maurice Jarre, per Doctor Jivago
7. La Complainte de la butte de Georges van Parys i Jean Renoir per French Cancan
8. Un jour tu verras per Secrets d'alcova
9. Parlez-moi d'amour
10. Les enfants qui s'aiment de Jacques Prévert i Joseph Kosma per Les portes de la nit